# Pavlodar
Pavlodar (en kazakh i en rus: Павлодар) és una ciutat al nord-est del Kazakhstan i capital de la província de Pavlodar. Es troba a 350km de la capital nacional Astanà, i a 400km al sud-est de la ciutat russa d'Omsk. El riu Irtix travessa la ciutat. El 2006, Pavlodar tenia 304.809 habitants, la major part dels quals són kazakhs i russos. També hi ha minories ètniques entre les quals destaquen els ucraïnesos, els alemanys i els tàrtars.

## Història
Pavlodar és la capital provincial més antiga del nord del Kazakhstan. Va ser fundada el 1720 com a base avançada de Koryakovsky, prop dels llacs salats. Es va convertir en la ciutat de Pavlodar el 1861. Malgrat que va desenvolupar un comerç substancial de sal i de productes agrícoles, la població de Pavlodar era de només de 8.000 habitants el 1987. Va rebre el nom de Pavlodar (que significa regal de Pau) en honor de l'acabat de néixer gran duc Pau Aleksàndrovitx de Rússia.
En 1955 la “campanya de les terres verges” va modernitzar Pavlodar. La immigració des d'altres llocs de la Unió Soviètica, la industrialització i la construcció ràpida la van convertir en una ciutat amb tots els serveis. Des de mitjans dels seixanta, Pavlodar ha crescut considerablement fins a convertir-se en un centre industrial important, amb fàbriques de tractors, alumini i indústries químiques. El 1978 s'hi va inaugurar una refineria de petroli. Com que a Pavlodar hi havia una important fàbrica de tancs, els estrangers van tenir prohibit l'accés a la ciutat fins a 1992.

## Clima

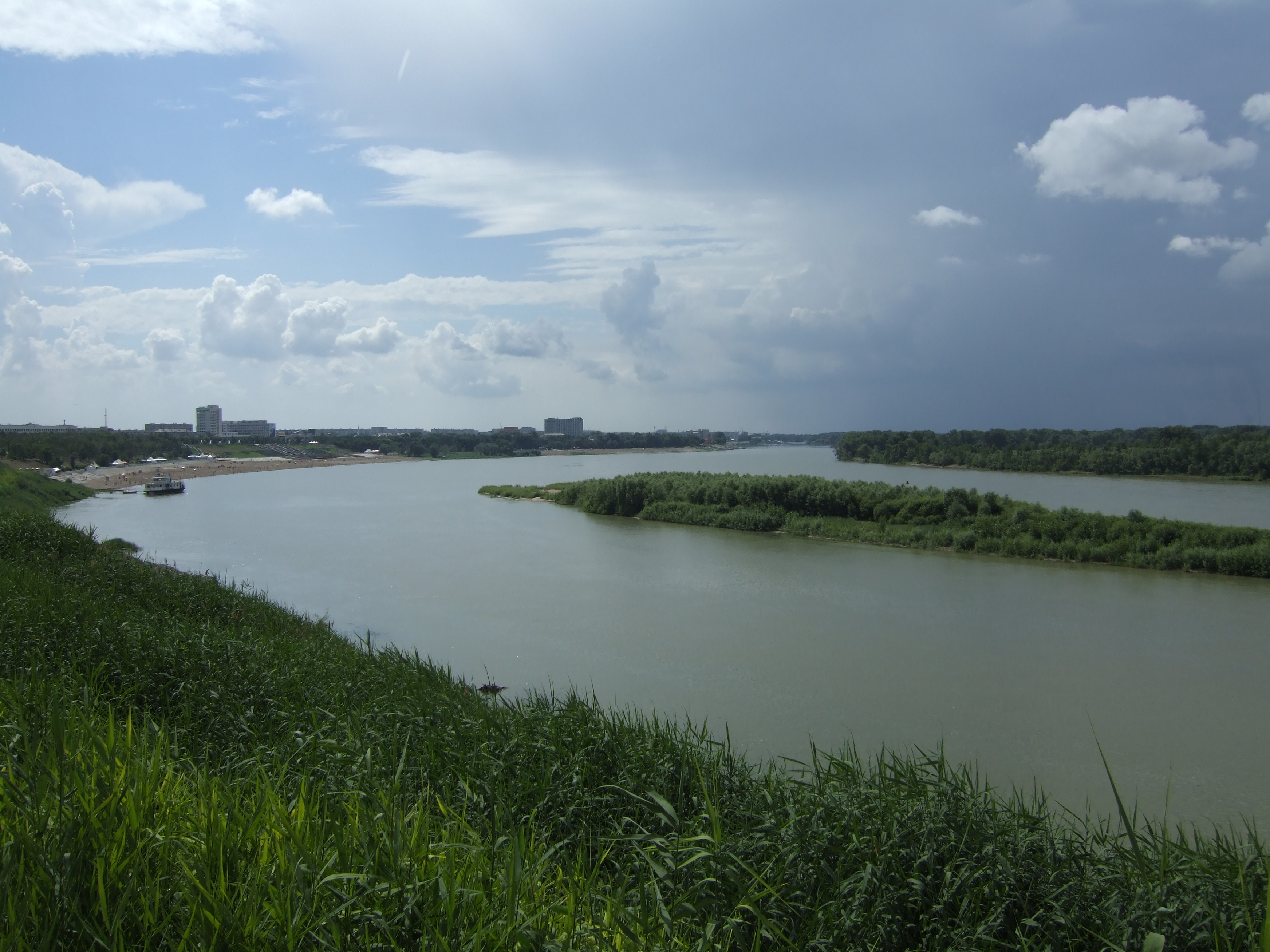
Riba del riu Irtix

Pavlodar es troba en una zona de clima continental temperat, amb hiverns llargs i freds així com estius càlids i secs.

## Esport
El FC Irtysh és un club de futbol que juga a l'Estadi Tsentralny de Pavlodar. Anteriorment, el FC Energetik va jugar a la ciutat, però s'ha traslladat a Ekibastuz.
La Federació d'Escacs de Pavlodar organitza competicions locals i la Copa Regional de Pavlodar, on hi participen regularment diversos GMs residents de la federació, com ara Rinat Zhumabayev o Pavel Kotsur,

## Educació i ciència
Les universitats de Pavlodar són:
- La Universitat Estatal de Pavlodar (que duu el nom de S. Toraigyrov)
- L'Institut Pedagògic Estatal de Pavlodar

## Persones il·lustres
- Danial Akhmétov (1954), exprimer ministre del Kazakhstan (2003-2007)
- Serhí Skatxenko

## Ciutats agermanades
- Bydgoszcz, Polònia
- Omsk, Rússia

## Galeria d'imatges

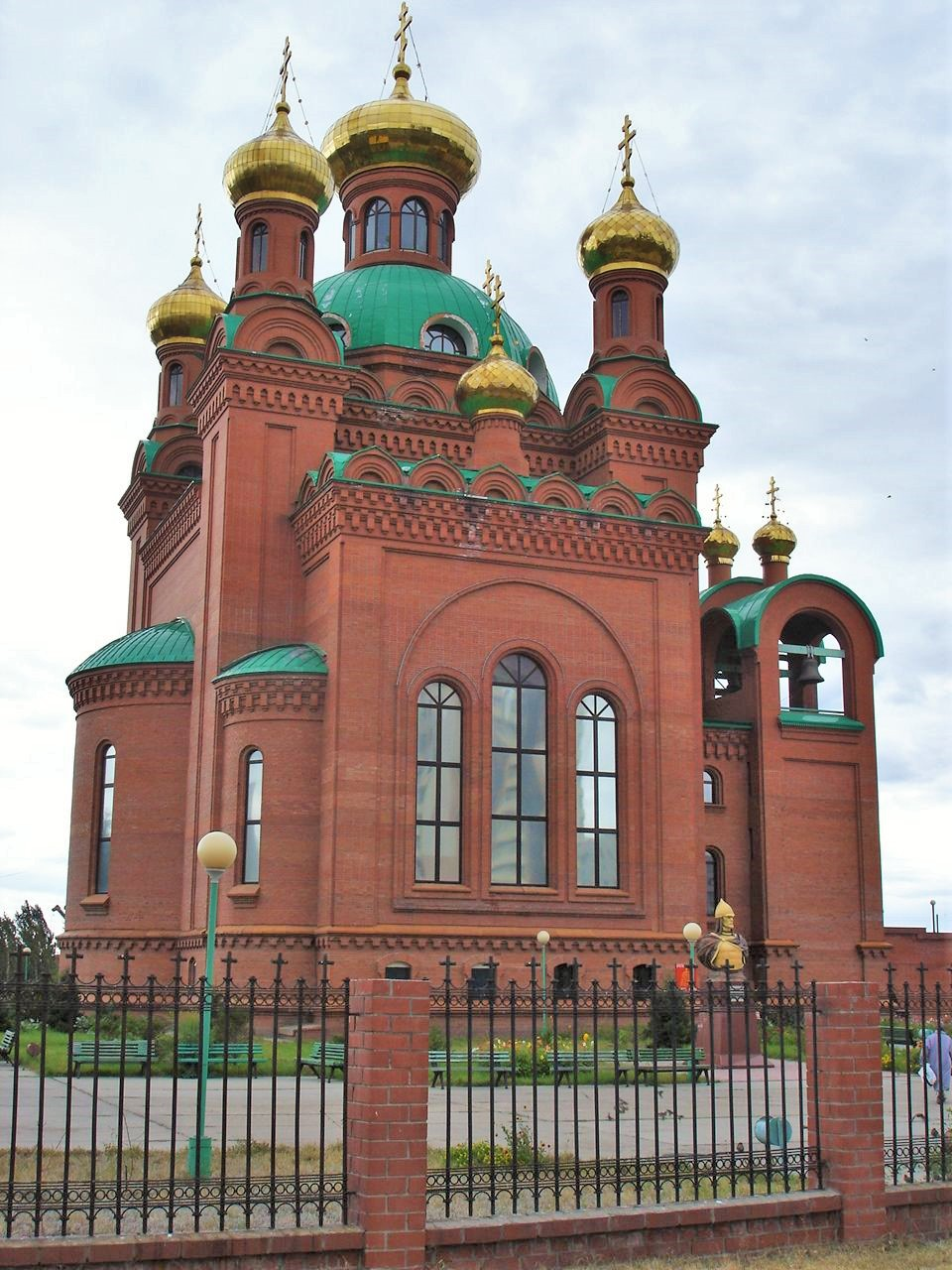
Església de l'Anunciació (Russa Ortodoxa), a Pavlodar
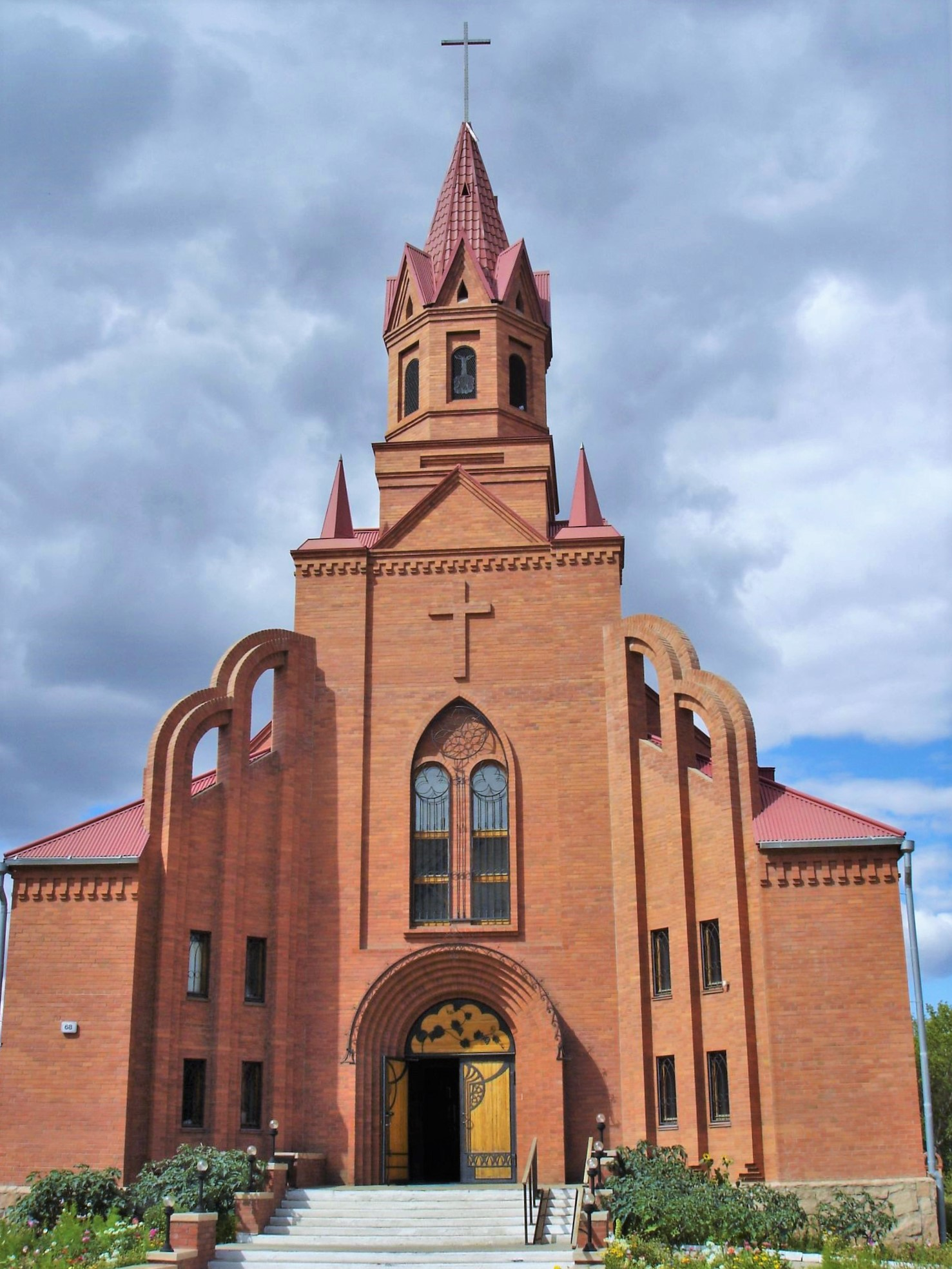
Església de Santa Teresa (Catòlica)
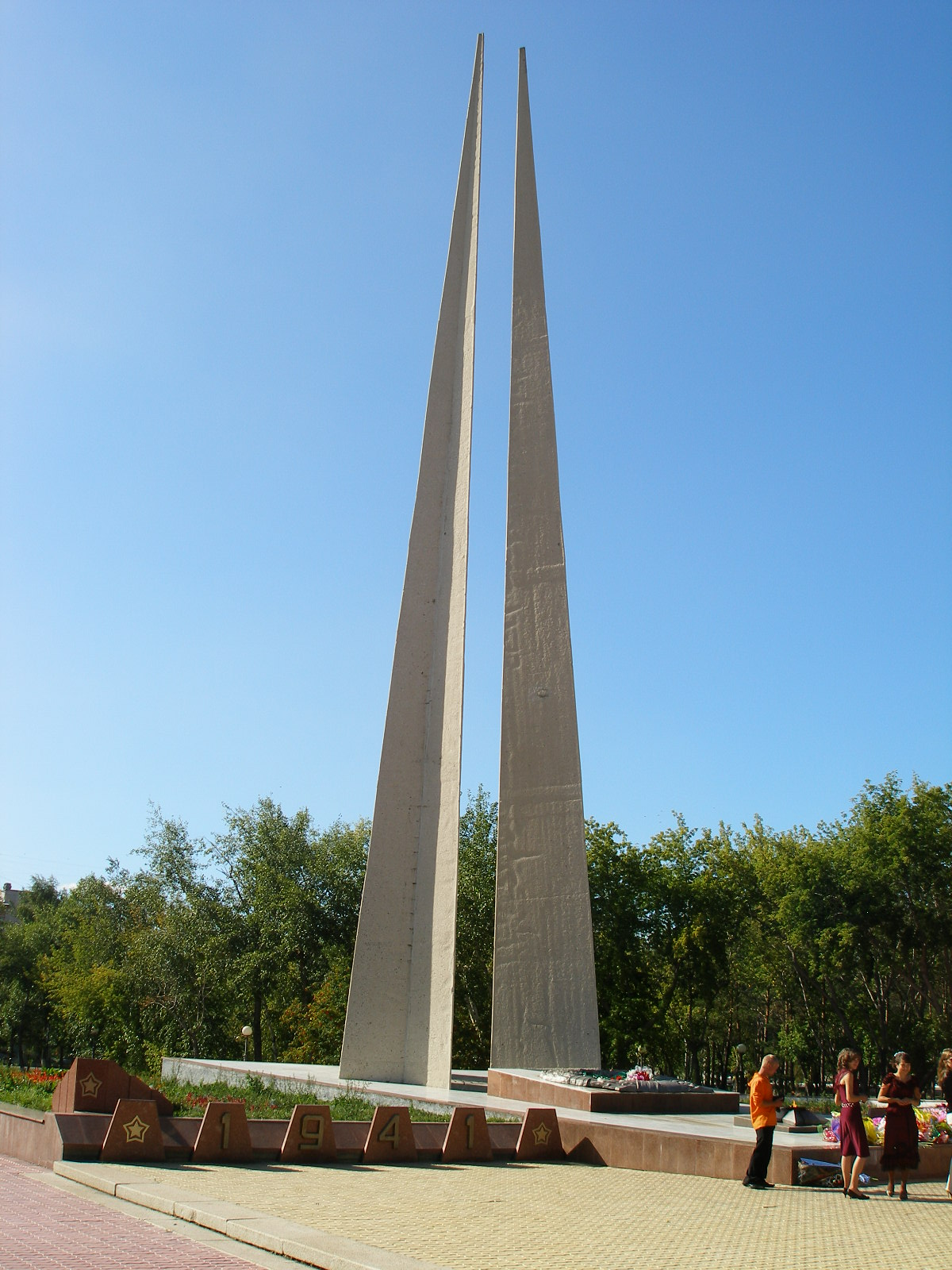
Obelisc en memòria de la victòria soviètica a la Segona Guerra Mundial
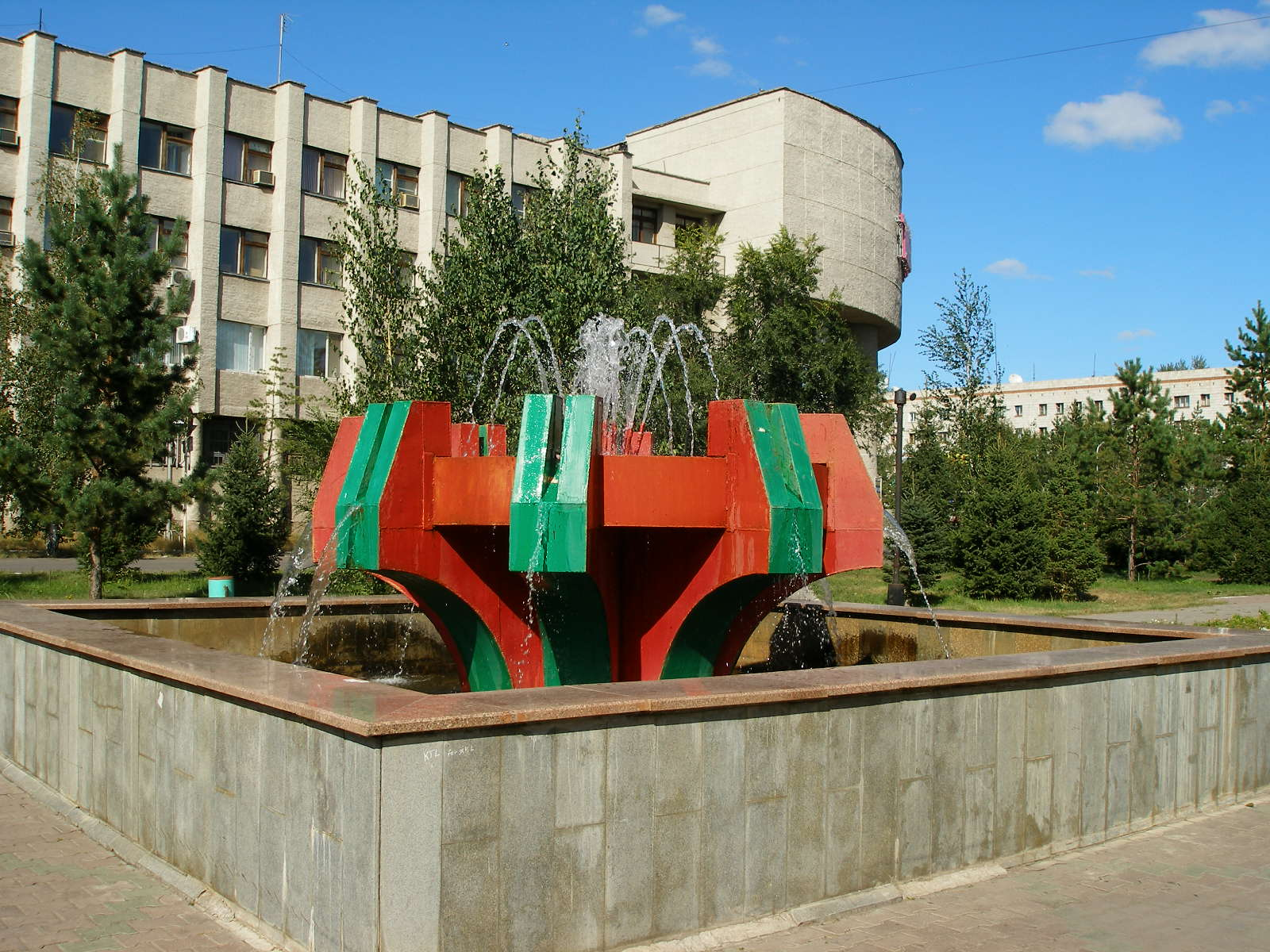
Fonts a prop de les oficines governamentals
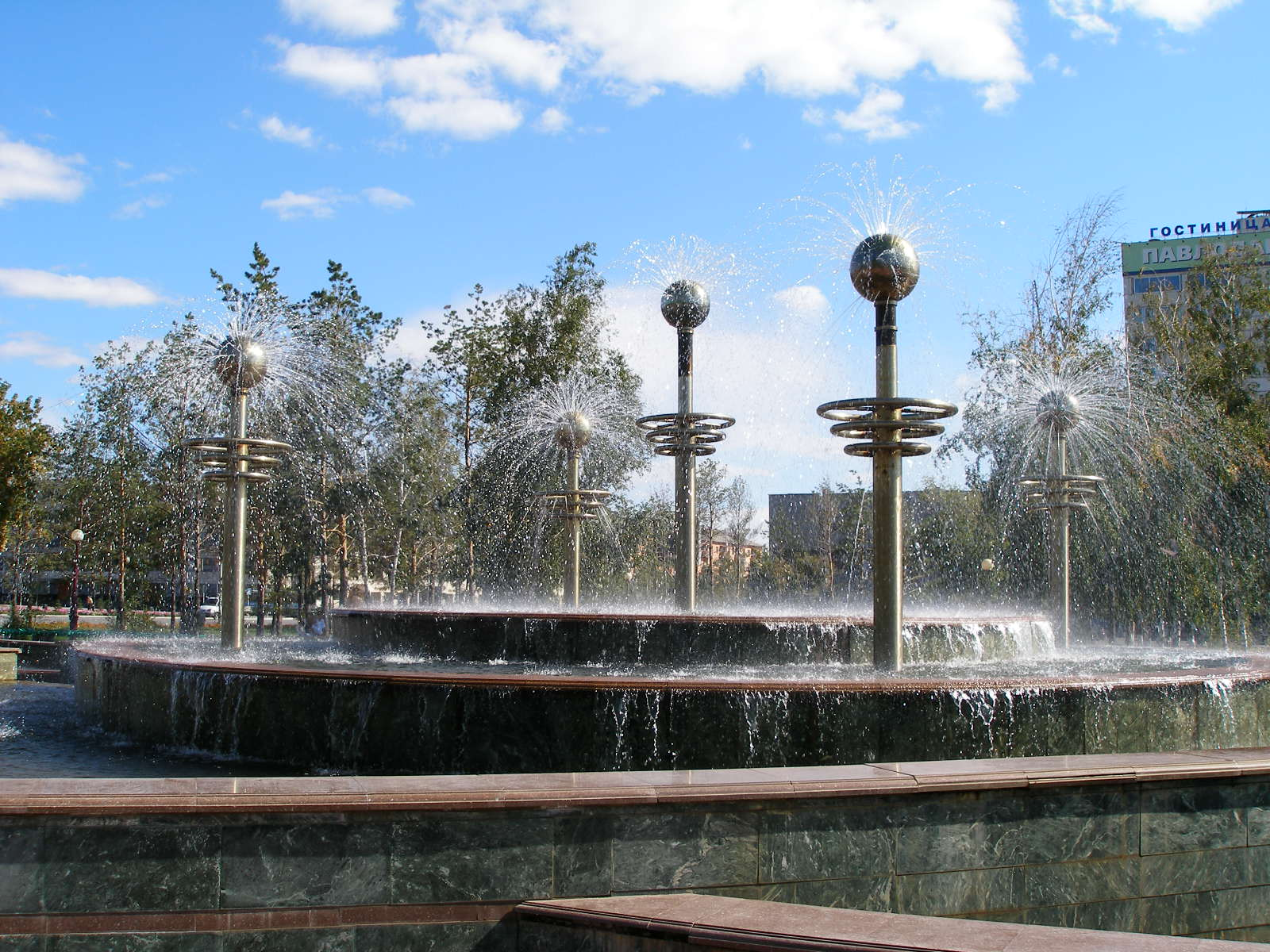
Fonts prop de la riba del riu Irtix
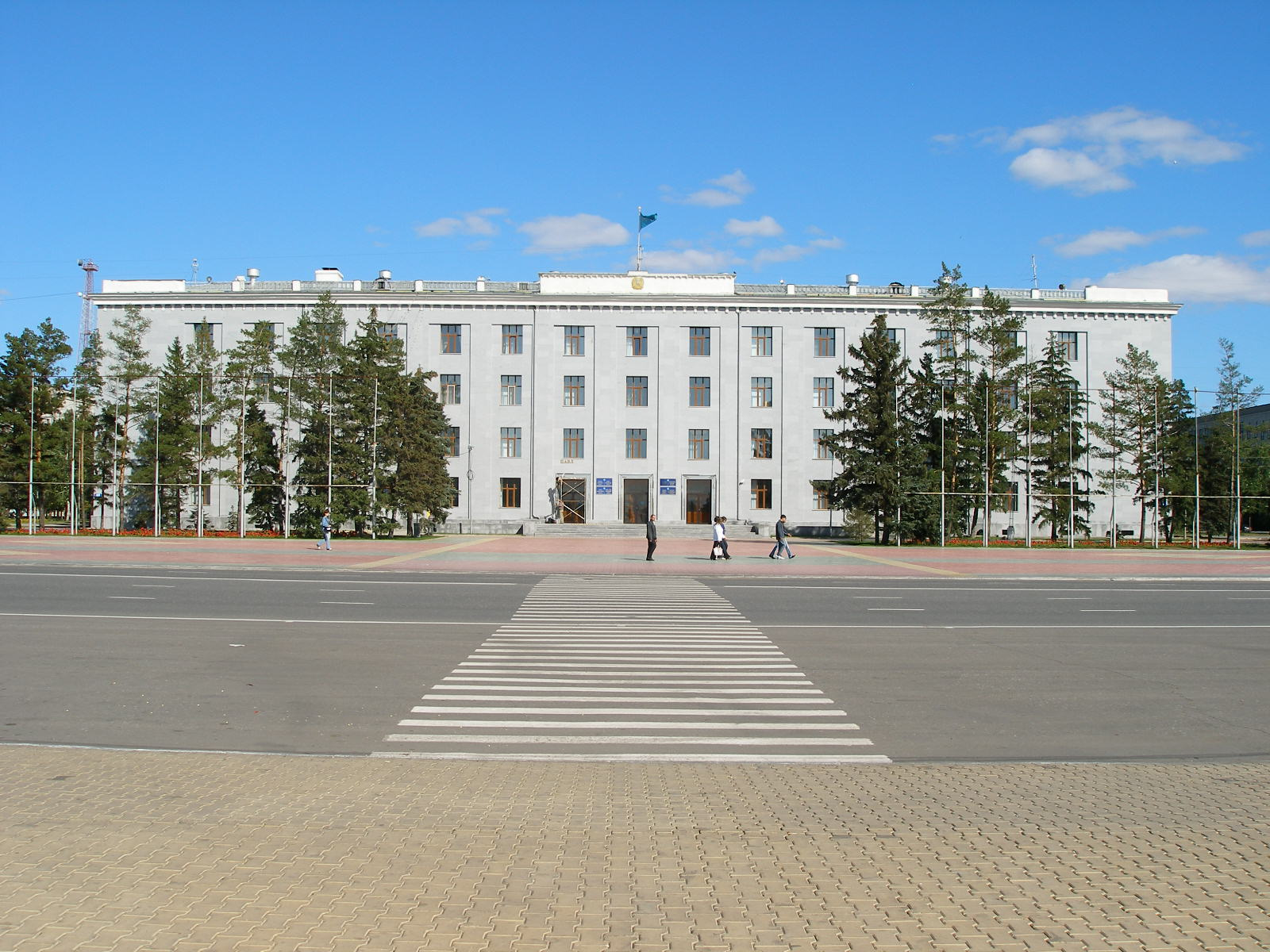
Govern local
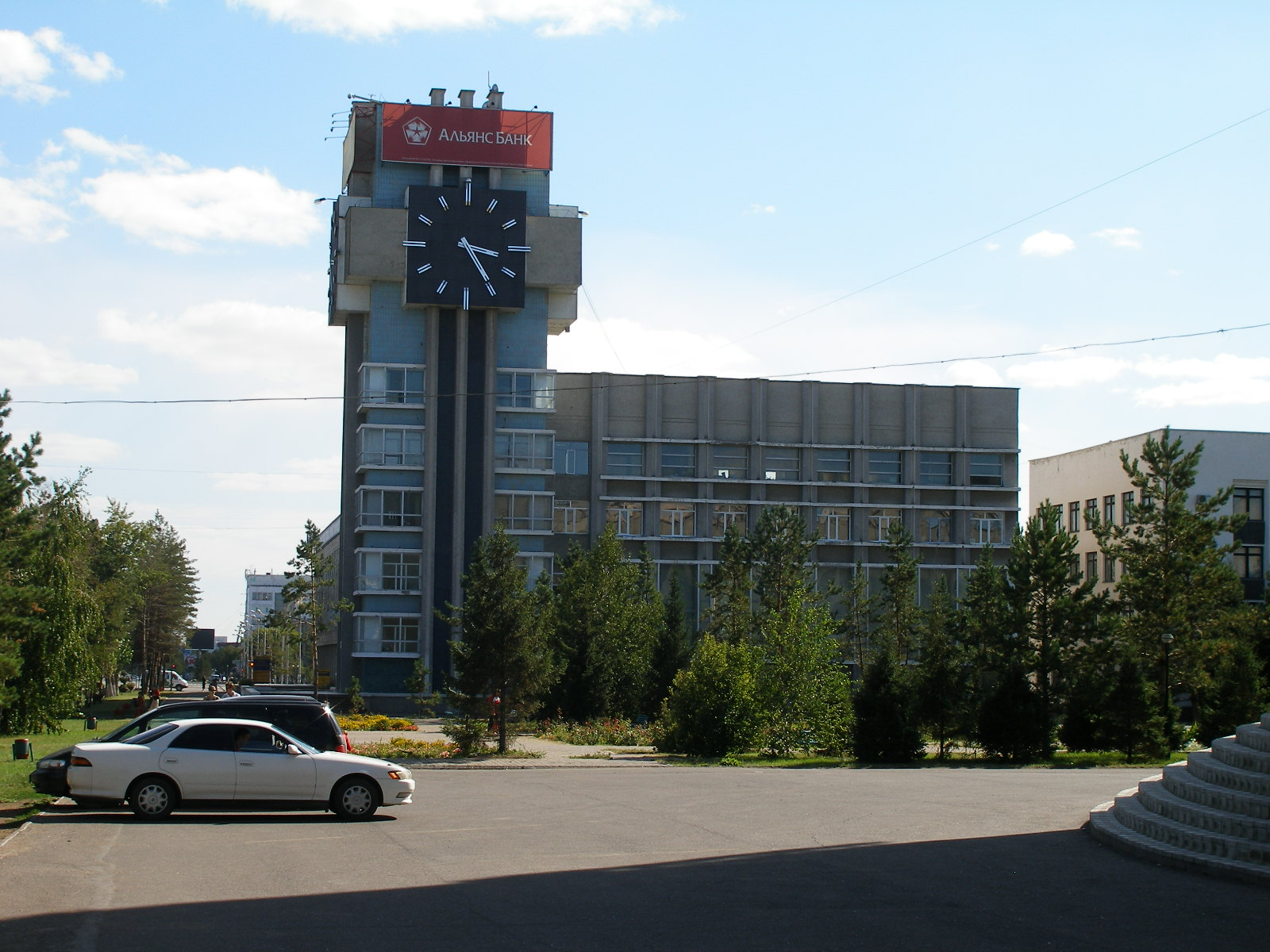
Oficina central de correus a Pavlodar. Durant molt de temps va ser el símbol de la ciutat
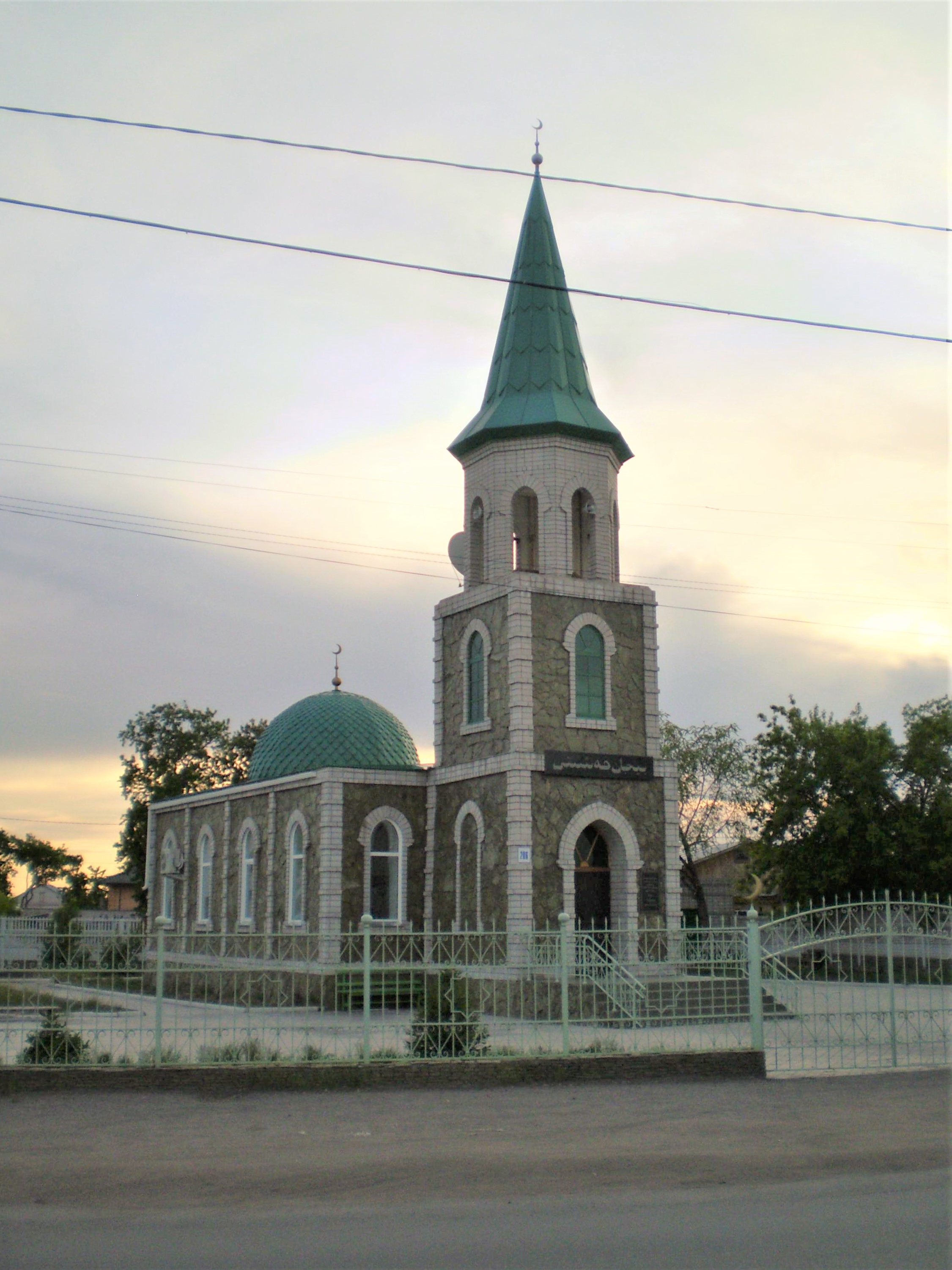
Mesquita acabada de restaurar
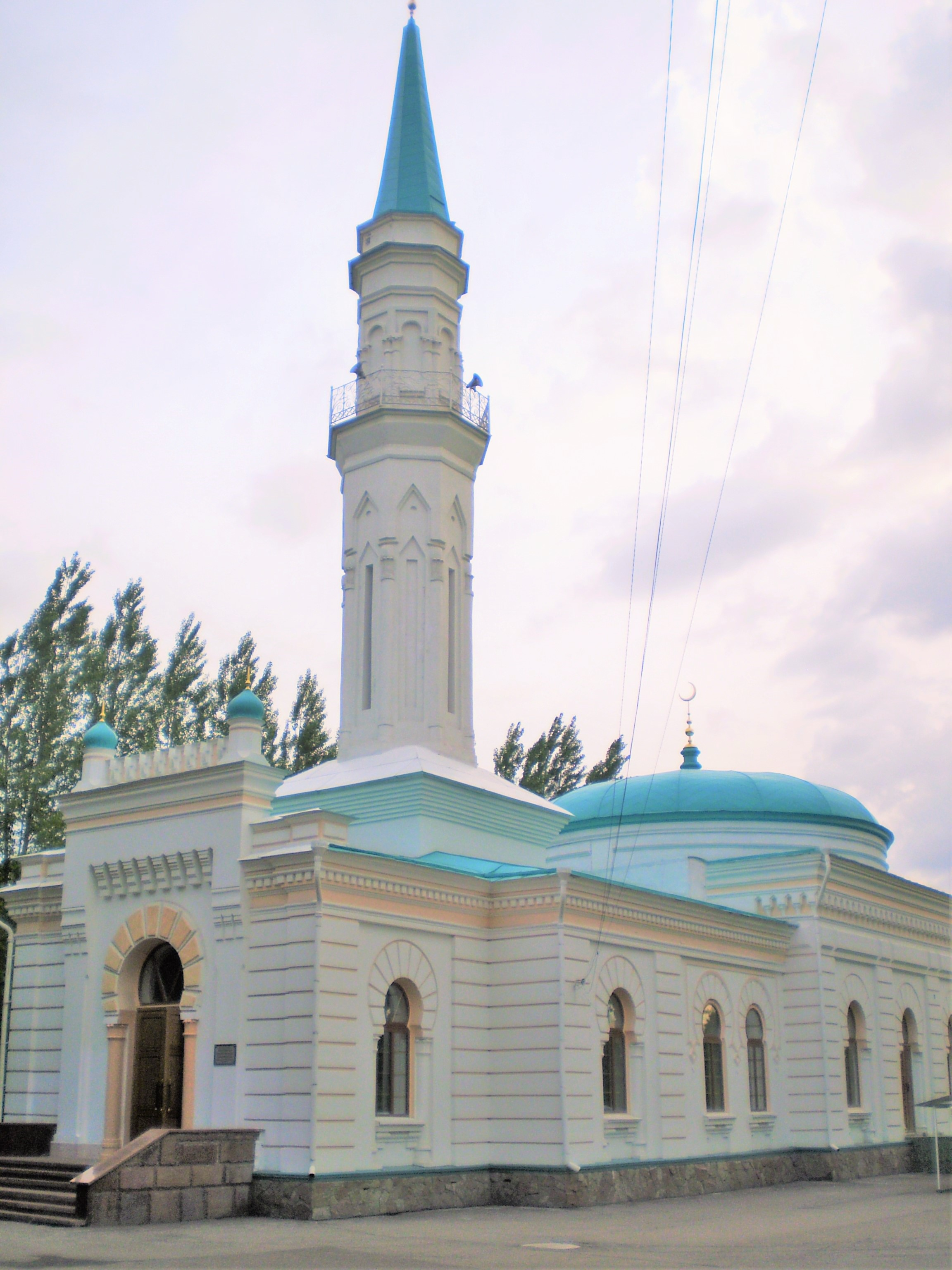
Una altra mesquita de Pavlodar